# Bitka kod Zame
Bitka kod Zame vodila se 202. pr. Kr. između snaga Rimske Republike i Kartage, obilježivši kraj Drugog punskog rata. Rimska vojska, koju je predvodio Publije Kornelije Scipion, uz ključnu pomoć numidskog vođe Masinise, porazio je kartašku vojsku pod Hanibalom.
Nakon pobjede nad kartaškim i numidskim snagama u bitci kod Utike i Velikih polja, Scipion je nametnuo mirovne uvjete Kartažanima, koji nisu imali drugog izbora osim da ih prihvate. U isto vrijeme, Kartažani su povukli Hanibalovu vojsku iz Italije. Uzdavši se u Hanibalove snage, Kartažani su prekršili primirje s Rimom. Scipion i Hanibal su se suočili kod Zame. Hanibal je imao 36.000 pješaka naspram Scipionovih 29.000. Jednu trećinu Hanibalove vojske činili su unovačeni civili, a Rimljani su imali 6100 konjanika naspram kartaških 4000, jer je većina numidske konjice koju je Hanibal koristio s velikim uspjehom u Italiji prešla na stranu Rimljana.
Hanibal je također upotrijebio 80 ratnih slonova. Slonovi su započeli bitku, napavši glavninu rimskih snaga. Scipionovi vojnici izbjegli su slonove, napravivši otvore u svojim redovima i odbivši ih projektilima. Zatim su rimska i numidska konjica porazile kartašku konjicu i protjerale je s bojnog polja. Hanibalov prvi red sastavljen od plaćenika napao je Scipionovo pješaštvo, ali je poražen. Drugi red sastavljen od unovačenih civila i ostataka plaćenika napao je i nanio teške gubitke rimskom trećem redu. Drugi rimski red priključio se borbi i odbio kartaški napad. Hanibalov treći red sastavljen od veterana, uz pomoć unovačenih građana i plaćenika, suočio se s rimskom vojskom, koja se 
prije toga prerasporedila u jedan red. Borba je bila žestoka i izjednačena. Na koncu, Scipionove snage su se vratile u bitku i napale Hanibalovu vojsku s leđa, natjeravši je u povlačenje i uništivši je.
Kartažani su izgubili 20.000 – 25.000 ljudi, a 8500 – 20.000 je palo u zarobljeništvo. Scipion je izgubio 4000 – 5000 ljudi, od kojih su 1500 – 2500 bili Rimljani, a 2500 Numiđani. Poražena na domaćem tlu, kartaška vladajuća elita zatražila je mir i prihvatila ponižavajuće uvjete, okončavši tako 17-godišnji rat.